# Liten klubbdyna
Liten klubbdyna (Hypocrea seppoi) är en svampart som tillhör divisionen sporsäcksvampar, och som beskrevs av Jaklitsch. Liten klubbdyna ingår i släktet svampdynor, och familjen Hypocreaceae. Arten är reproducerande i Sverige.